# Jaramana
Jaramana (em árabe: جرمانا) é uma cidade que fica localizada na região sul da Síria, sendo parte da Província de Rif Dimashq, em Ghouta. A sua localização, a 10 km do sudeste da capital síria, faz de Jaramana uma cidade movimentada, principalmente por integrar a região metropolitana da grande Damasco. Religiosamente, a maioria da população é de cristãos e drusos, embora haja também seguidores de Maomé, tanto xiitas, quanto sunitas. 

## História
No início do século XIII, Jaramana foi visitada pelo famoso geógrafo Iacute de Hama, que observou que a cidade fazia parte da região de Ghouta, cinturão agrícola de Damasco.

## Demografia
Com o início da Guerra do Iraque, no ano de 2003, um grande número de iraquianos imigrou para Jaramana, o que causou um aumento da população da cidade, que de 100.000 habitantes  passou a ter 250.000. No censo oficial que ocorreu no ano de 2004, a população da cidade já era de 114.363, tal fenômeno inclusive gerou inflação imobiliária na cidade.
Há também um grupo de refugiados palestinos, em um acampamento perto da cidade. Jaramana é, sobretudo o destino favorito dos refugiados iraquianos assírios, na maioria eles são praticantes do cristianismo e vem fugindo de seu país instável. Em outubro de 2006, a comunidade assíria em Jaramana, finalmente, recebeu um sacerdote de Mossul, no Iraque. O sacerdote, Arkan Hana Hakim, afirma que há agora cerca de 2.000 assírios refugiados na cidade de Jaramana.
Entre os dias 29 de outubro e 28 de novembro de 2012 a cidade sofreu mais um revés provocado pelo terrorismo: foi atingida por diversos carros-bomba, que mataram mais de 100 civis residentes, incluindo cristãos, drusos e até mesmo de muçulmanos sunitas. Os atentados suicidas tiraram também a vida de vários refugiados iraquianos e palestinos que viviam em Jaramana.

## Ligações Externas
- «site de Jaramana» (em árabe)
- «Imagens do Campo de Refugiados de Jaramana» (em inglês)

## Garamana
Garamana é um termo originalmente utilizado em um enigma e parece que está desorganizada, por que não tenta reorganizar?